# Campionato Primavera 2012-2013 (calcio femminile)
L'edizione 2012-2013 è stata la quattordicesima nella storia del Campionato Primavera Femminile.

## Formula
Il torneo si divide in due fasi: una fase regionale, organizzata dai rispettivi comitati, ed una fase nazionale.
La fase regionale viene organizzata autonomamente dai singoli comitati regionali, i quali optano a seconda dei casi per un campionato, una coppa, eccetera. Le vincitrici dei rispettivi tornei regionali, acquisiscono il diritto di partecipare alla fase nazionale.
La fase nazionale consiste in due fasi: una a gironi ed una ad eliminazione diretta. Nella fase a gironi, ogni squadra disputa nel proprio un numero pari di gare in casa ed in trasferta: al termine delle rispettive giornate, la prima classificata di ogni girone accede alla fase ad eliminazione diretta.
Le gare della fase ad eliminazione dirette si disputano con andata e ritorno, mentre la finale è in gara unica su campo neutro.

## Limiti di età
Possono partecipare alla fase regionale solo le calciatrici nate dal 1º gennaio 1994 in poi e che, comunque, abbiano anagraficamente compiuto il 14º anno di età, regolarmente tesserate per le rispettive Società nella stagione in corso.
Per la sola fase a gironi della fase nazionale, possono essere impiegate fino a due atlete fuori quota nate dal 1º gennaio 1993 al 31 dicembre 1993.

## Partecipanti
In questa stagione, sono state 10 le squadre ammesse alla fase finale dai rispettivi campionati regionali.
Piemonte: Torino

Liguria: Real Arenzano

Lombardia: Inter Milano

Friuli Venezia Giulia: Pordenone

Emilia Romagna: Imolese

Toscana: Firenze

Lazio: Res Roma

Abruzzo: Chieti

Campania: Napoli

Puglia: Pink Sport Time

Le 10 partecipanti sono state divise in 4 gironi (due da tre squadre, due da due), con divisione geografica.
Ogni squadra disputa nel proprio girone due gare (una in casa ed una in trasferta): al termine delle tre giornate, la prima classificata di ogni girone accede alla fase ad eliminazione diretta.
Le semifinali si disputano in gare di andata e ritorno, mentre la finalissima si disputa in gara unica.
In questa edizione, la finale si è disputata domenica 16 giugno alle 16:00, presso lo Stadio Massimo Sbrighi di Castiglione di Ravenna.

## Fase nazionale

### Fase a gironi

#### Girone A
- Pordenone -  Imolese

| Data       | Squadra numero 1 | Squadra numero 2 | Risultato |
| ---------- | ---------------- | ---------------- | --------- |
| 12.05.2013 | -                | -                | -         |
| 19.05.2014 | Pordenone        | Imolese          | 2 - 2     |
| 26.05.2014 | Imolese          | Pordenone        | 0 - 3     |

| Squadra      | Pt | G | V | N | P | RF | RS | DR |
| ------------ | -- | - | - | - | - | -- | -- | -- |
| 1. Pordenone | 4  | 2 | 1 | 1 | 0 | 5  | 2  | +3 |
| 2. Imolese   | 1  | 2 | 0 | 1 | 1 | 2  | 5  | -3 |
| 3. -         | -  | - | - | - | - | -  | -  | -  |

#### Girone C
- Chieti -  Firenze -  Res Roma

| Data       | Squadra numero 1 | Squadra numero 2 | Risultato |
| ---------- | ---------------- | ---------------- | --------- |
| 12.05.2013 | Chieti           | Firenze          | 1- 11     |
| 19.05.2013 | Res Roma         | Chieti           | 13 - 0    |
| 26.05.2013 | Firenze          | Res Roma         | 5 - 0     |

| Squadra     | Pt | G | V | N | P | RF | RS | DR  |
| ----------- | -- | - | - | - | - | -- | -- | --- |
| 1. Firenze  | 6  | 2 | 2 | 0 | 0 | 16 | 1  | +15 |
| 2. Res Roma | 3  | 2 | 1 | 0 | 1 | 13 | 5  | +8  |
| 3. Chieti   | 0  | 2 | 0 | 0 | 2 | 1  | 26 | -25 |

#### Girone B
- Inter Milano -  Real Arenzano -  Torino

| Data       | Squadra numero 1 | Squadra numero 2 | Risultato |
| ---------- | ---------------- | ---------------- | --------- |
| 12.05.2013 | Real Arenzano    | Inter Milano     | 1- 1      |
| 19.05.2013 | Torino           | Real Arenzano    | 5 - 0     |
| 26.05.2013 | Inter Milano     | Torino           | 0 - 3     |

| Squadra          | Pt | G | V | N | P | RF | RS | DR |
| ---------------- | -- | - | - | - | - | -- | -- | -- |
| 1. Torino        | 6  | 2 | 2 | 0 | 0 | 8  | 0  | +8 |
| 2. Inter Milano  | 1  | 2 | 0 | 1 | 1 | 1  | 4  | -3 |
| 3. Real Arenzano | 1  | 2 | 0 | 1 | 1 | 1  | 6  | -5 |

#### Girone D
- Napoli -  Pink Sport Time

| Data       | Squadra numero 1 | Squadra numero 2 | Risultato |
| ---------- | ---------------- | ---------------- | --------- |
| 12.05.2013 | -                | -                | -         |
| 21.05.2013 | Pink Sport Time  | Napoli           | 1 - 0     |
| 28.05.2013 | Napoli           | Pink Sport Time  | 3 - 1     |

| Squadra            | Pt | G | V | N | P | RF | RS | DR |
| ------------------ | -- | - | - | - | - | -- | -- | -- |
| 1. Napoli          | 3  | 2 | 1 | 0 | 1 | 3  | 2  | +1 |
| 2. Pink Sport Time | 3  | 2 | 1 | 0 | 1 | 2  | 3  | -1 |
| 3. -               | -  | - | - | - | - | -  | -  | -  |

#### Verdetti
Accedono alla fase ad eliminazione diretta le prime dei quattro gruppi preliminari.
Girone A:  Pordenone
Girone B:  Torino
Girone C:  Firenze
Girone D:  Napoli

### Semifinali
| Squadra 1 | Totale | Squadra 2 | Andata | Ritorno |
| --------- | ------ | --------- | ------ | ------- |
| Pordenone | 3 - 4  | Torino    | 1-1    | 2-3     |
| Napoli    | 0 - 8  | Firenze   | 0-2    | 0-6     |

### Finale
| Arbitro: | Mario Davide Arace (Lugo di Romagna) |

|                                 |                      |                                  |
| Vallotto Tordella Ponzio Favole | Tiri di rigore 1 – 3 | Esperti Ferrati Nocchi Vigilucci |